# Моложаєв Ігор Ілліч
І́гор Іллі́ч Моложа́єв (рос. Игорь Ильич Моложаев; нар. 15 листопада 1937) — радянський і російський воєначальник РВСП, генерал-майор (1982).

## Життєпис
Народився 15 листопада 1937 року в селі Шала (нині — Манський район, Красноярський край, РФ).
В лавах ЗС СРСР з липня 1955 року. 1959 року закінчив Чорноморське вище військово-морське училище імені П. С. Нахімова.
З лютого 1960 року в частинах 37-ї гвардійської ракетної дивізії РВСП (м. Луцьк): начальник двигунного відділення стартової батареї, з 1964 року — заступник командира батареї з технічної частини — старший інженер, з 1966 року — командир стартової батареї, з 1968 року — начальник штабу — заступник командира дивізіону, з 1969 року — командир дивізіону, з 1971 року — заступник командира ракетного полку.
З лютого 1974 року — командир ракетного полку 33-ї ракетної дивізії (м. Мозир, Білорусь). З лютого 1976 року — начальник штабу — заступник командира 50-ї ракетної дивізії (м. Білокоровичі, Білорусь). З 9 грудня 1980 по 6 серпня 1987 року — командир 33-ї ракетної дивізії 43-ї ракетної армії. 1991 року закінчив Військову академію імені Ф. Е. Дзержинського. 1992 року присвоєне військове звання «генерал-майор».
З серпня 1987 й до виходу в запас у липні 1993 року — начальник Серпуховського вищого військового командно-інженерного училища РВСП імені Ленінського комсомолу.

## Нагороди
Нагороджений орденами Леніна (1984), Червоної Зірки (1969), «За службу Батьківщині в Збройних Силах СРСР» 3 ступеня (1975) й медалями.